# Bois-Herpin
Bois-Herpin là một xã ở tỉnh Essonne trong vùng Île-de-France nước Pháp
Theo điều tra dân số năm 1999, dân số xã này là 57 người. Ước tính dân số năm 2004 là 71.
Danh xưng cư dân địa phương Bois-Herpin trong tiếng Pháp là Bois-Herpinois.